# Gezondheidszorgtechnologie
Het vakgebied Gezondheidszorgtechnologie bevindt zich tussen gezondheidszorg en techniek. Gezondheidszorgtechnologen beheren en innoveren medische apparatuur. Het is een betrekkelijk nieuw beroep, ontstaan mede door de toenemende vraag naar mensen die verstand hebben van zowel gezondheidszorg en techniek. Ze werken vooral in ziekenhuizen, verpleeg- en verzorgingshuizen, revalidatiecentra, thuiszorginstellingen, instellingen voor de geestelijke gezondheidszorg. 
Door de ontwikkelingen in de ICT en door de toenemende vraag aan de zorg om met minder middelen meer patiënten te helpen, ontwikkelt ook de gezondheidszorgtechnologie zich. Voorbeelden zijn de nieuwe webgebaseerde oplossingen in de thuiszorg, telemedicine, elektronisch patiëntendossier, domotica (woonhuisautomatisering) en medische hulpmiddelen.

## Domotica
Domotica kan eraan bijdragen ouderen en gehandicapten langer zelfstandig te laten wonen. Bijvoorbeeld een installatie om een bewoner in staat te stellen gordijnen vanuit zijn stoel met afstandsbediening te openen en sluiten, of een communicatiesysteem waarbij direct contact mogelijk is met een hulpverlener.
In verpleeghuizen wordt allerlei technologie toegepast. Vaak zijn het niet de bewoners die de apparatuur bedienen maar het personeel. Het doel van deze toepassingen is een efficiëntere werkwijze die minder belastend is voor werknemers en begroting. 